# Messeturm Köln
Der 85 Meter hohe Messeturm Köln befindet sich an der nordwestlichen Ecke der Rheinhallen in Köln-Deutz, welche Teil des Messegeländes der Koelnmesse waren.

## Entstehung

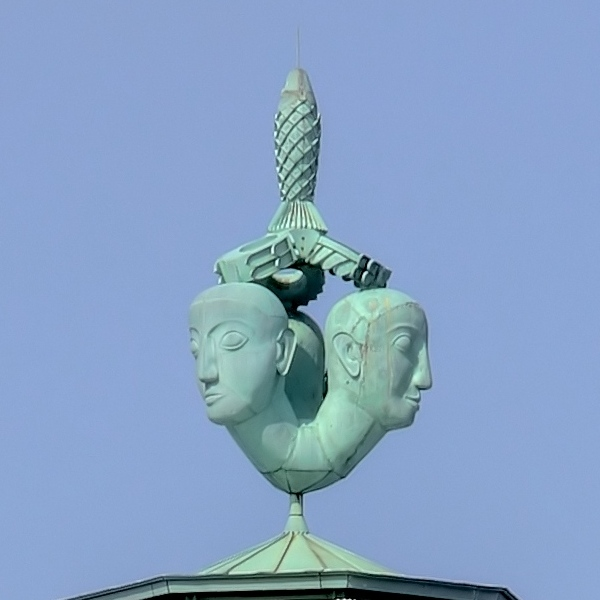
Hermes-Gesichter von Hans Wissel

Am 11. Mai 1924 eröffneten die Rheinhallen oder „Messehallen“  mit einer Frühjahrsmesse. Eine Zier waren die hufeisenförmigen Messehallen zunächst nicht, die Kölner nannten sie abschätzig „Adenauers Pferdeställe“. Erst als Stadtbaumeister Adolf Abel sie zwischen 1926 und Anfang 1928 mit Backstein ummanteln ließ und dem Komplex den akzentuierenden Messeturm hinzufügte, verstummte die Kritik. Abel baute als Wahrzeichen den Kölner Messeturm und ließ die Stahlskelettkonstruktion mit vorgehängter Backsteinfassade versehen. Dies war die moderne Bauweise der Zeit. Die Stahlkonstruktion wurde von der Firma Humboldt AG aus Köln-Kalk errichtet, einem der Vorläuferunternehmen der heutigen Deutz AG. Die mit den Messehallen gemeinsame Backsteinverkleidung lässt diesen Gebäudekomplex als Einheit erscheinen. Rechtzeitig für die ab dem 12. Mai 1928 stattfindende „Pressa“, einer internationalen Ausstellung über das Zeitungswesen, stand auch der Messeturm zur Verfügung. Er gilt als Teil der Messehallen, die mit ihrer expressionistischen Ziegelfassade und dem Messeturm eines der markanten Merkmale des Kölner Rheinpanoramas sind. Der Messeturm wird zwar mittlerweile von vielen städtischen Gebäuden überragt, doch stellt er immer noch eine wichtige Landmarke in der Stadt Köln dar. Er steht wie die ihn umgebenden Rheinhallen unter Denkmalschutz.

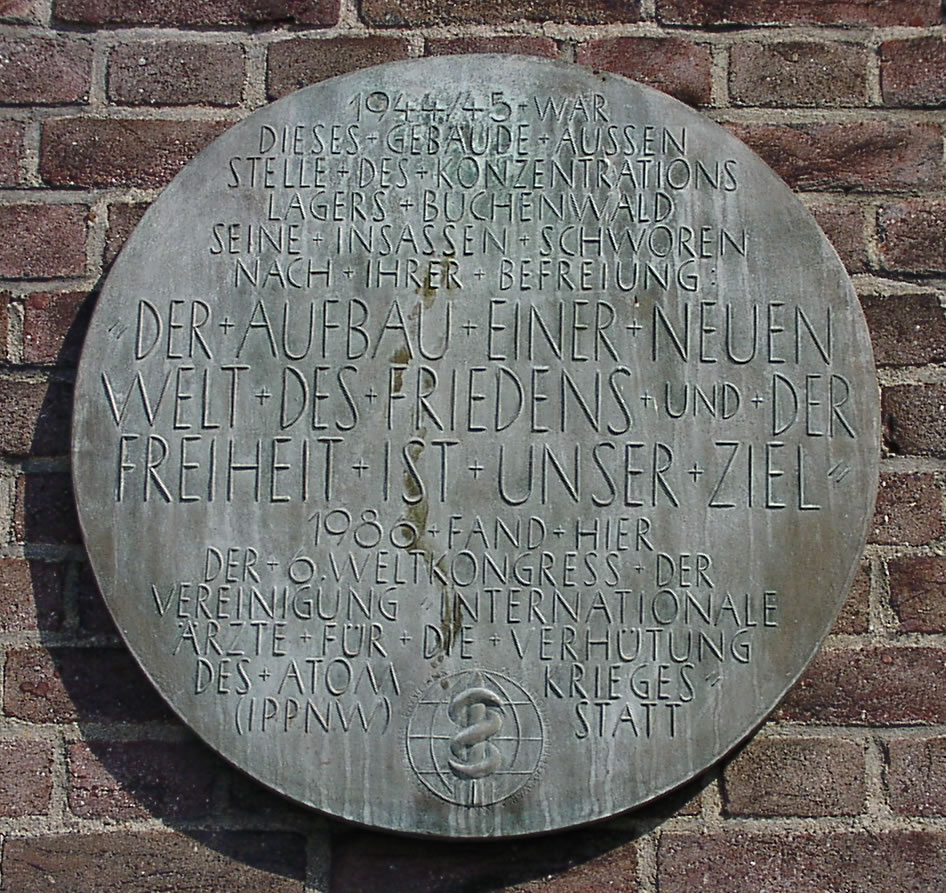
Plakette am Messeturm

Auf seinem Dach befindet sich eine Skulptur aus drei Gesichtern, welche Hermes, den Götterboten und Gott der Kaufleute, symbolisieren sollen.
Als Gott der Kaufleute repräsentierte die Skulptur ein Symbol für die in den Messehallen stattfindenden Messen. Das Zahnrad (hinten) symbolisiert die Industrie, der Lorbeerkranz (links) die Kunst und der Flügel (rechts) den Handel in Form des Götterboten Hermes und der Fisch den naheliegenden Rhein.

## Nutzung
Seit seiner Errichtung diente der Messeturm zu Konferenzzwecken. Eine Bronzetafel am Messeturm erinnert daran, dass die Messe ab September 1942 als Außenlager des KZ Buchenwald zweckentfremdet wurde. Die Aussicht vom Messeturm inspirierte Oskar Kokoschka zu seinem Gemälde „Ansicht der Stadt Köln vom Messeturm aus“ (1956). Bis September 2005 wurde der Messeturm von der Koelnmesse als Konferenz- und Tagungsort genutzt. In 70 Metern Höhe befand sich auf der obersten Etage das „Messeturm-Restaurant“, das mittlerweile geschlossen ist. Es ist geplant, den Messeturm als „Service-Apartment-Haus“ zu nutzen. Er steht auf Rang 16 der Liste der Hochhäuser in Köln.